# Emil von Schauß

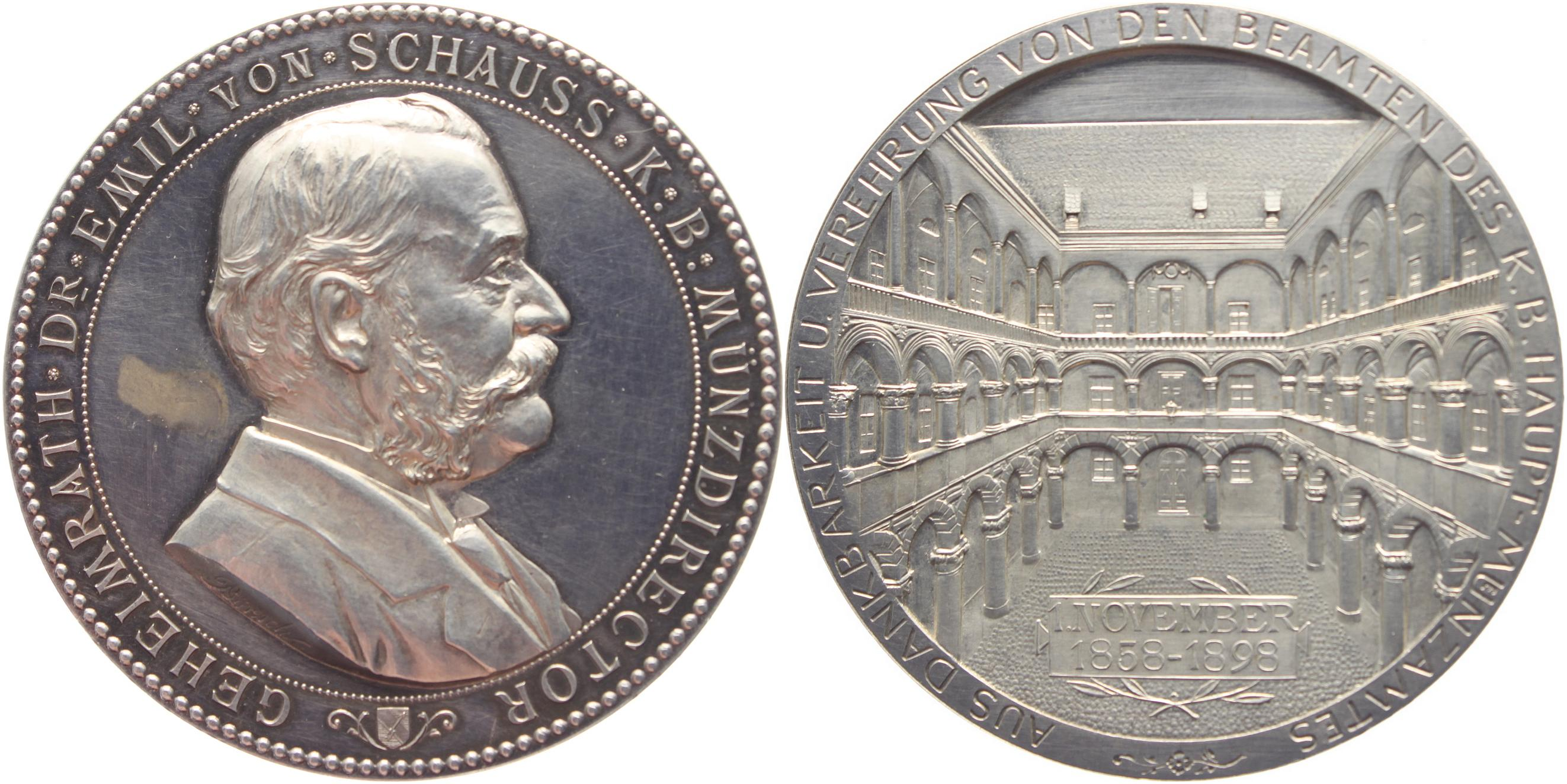
Medaille für Emil von Schauß (1898) mit dem Turnierhof der Alten Münze

Emil von Schauß, ab 1880 Ritter von Schauß (* 8. Februar 1833 in München; † 29. November 1900 ebenda), war ein deutscher Jurist in der Finanzverwaltung des Königreichs Bayern.

## Leben
Als drittes Kind des 1854 nobilitierten Anton von Schauß studierte Emil nach dem Abitur 1849 am Wilhelmsgymnasium München Rechtswissenschaft an der Ludwig-Maximilians-Universität München. Wie sein Vater wurde er im Corps Bavaria München aktiv. Bereits 1855 war er bei der königlichen Münze in München beschäftigt. Kurz dem Ende seines Studiums heiratete er die fünf Jahre jüngere Franziska, geborene Hutter, mit der er fünf Töchter hatte. 1856 begann Schauß mit seiner Doktorarbeit. In ihr geht er ausführlich auf Österreich als Teil Deutschlands ein. Prophetisch lesen sich seine Zweifel an der Einführung von Papiergeld:

„Die erste Voraussetzung jedoch, unter der Papiergeld überhaupt allein nützlich sein kann, bleibt jedoch immer die, daß man die Grenze nicht überschreitet, bis zu welcher Vortheile damit verbunden sind, und über welche hinaus desto größere Nachtheile eintreten.“

Zum Dr. phil. promoviert, wurde Schauß am 1. November 1858 beim Königlich Bayerischen Hauptmünzamt als Scheider angestellt. 1867 wurde für ihn die Stelle eines Zweiten Wardeins in München geschaffen. 1871 avancierte er zum Münzmeister, 1872 zusätzlich zum Schatzmeister des königlichen Hausschatzes der Wittelsbacher. 1879 wurde er zum Obermünzmeister befördert und führte ab 1883 den Titel eines Königlich Bayerischen Münzdirektors. Seine luxuriöse Dienstwohnung in der Alten Münze hatte einen Tanzsaal. 
1880 verlieh ihm König Ludwig II. das Ritterkreuz des Verdienstordens der Bayerischen Krone. Mit der Verleihung war die Erhebung in den persönlichen Adelsstand verbunden und er durfte sich nach der Eintragung in die Adelsmatrikel „Ritter von Schauß“ nennen. Luitpold von Bayern ernannte ihn 1887 zum Geheimen Rat und 1889 zum Ritter II. Klasse des Verdienstordens vom Heiligen Michael.
Seit 1850 besaßen die Schauß das Schloss Kempfenhausen am Nordostufer des Starnberger Sees. Emil, seine Schwester Charlotte (* 1830) und sein Bruder Friedrich (* 1832) verkauften es 1892 dem Nationalökonomen August Sartorius von Waltershausen.
1893/94 folgte Emil von Schauß seinem älteren Bruder Friedrich von Schauß als Vorsitzender vom Zentralkomitee des VAC. Außer seinem Vertreter Carl Schlösser gehörte Wilhelm Fabricius zum Vorstand. Schauß starb mit 67 Jahren.

## Werke
- Historischer und beschreibender Catalog der königlich bayerischen Schatzkammer zu München. 1879 (Digitalisat online)